# 小行星9448
小行星9448（9448 Donaldavies）是一颗绕太阳运转的小行星，为主小行星带小行星。该小行星于1997年6月5日发现。

## 轨道参数
小行星9448的轨道半长轴为2.7150820 UA，离心率为0.034。